# Szirdzsán megye

Kermán tartomány megyéinek elhelyezkedése

Szirdzsán megye (perzsául: شهرستان سیرجان) Irán Kermán tartományának nyugati megyéje az ország középső, délkeleti részén. 
Északnyugaton és nyugaton a Jazd tartományban lévő Hátam megye, északról Sahr-e Bábak megye, északkeletről  Rafszandzsán megye, keletről Bardszir megye, délkeletről Báft megye, délről és délnyugatról Fársz tartomány Nejriz megyéje határolják. Székhelye a 324  000 fős Szirdzsán városa. Összesen öt város tartozik a megyéhez:  Szirdzsán, a megye székhelye, Zejdábád, Hádzsusahr, Páriz, illetve Balvard. A megye lakossága több, mint 330 000 fő. A megye négy kerületet foglal magába: Központi kerület, Golesztán kerület, Páriz kerület és Zejdábád kerület.

## Fordítás
- Ez a szócikk részben vagy egészben  a   Sirjan County című angol Wikipédia-szócikk ezen változatának fordításán alapul.  Az eredeti cikk szerkesztőit annak laptörténete sorolja fel. Ez a jelzés csupán a megfogalmazás eredetét és a szerzői jogokat jelzi, nem szolgál a cikkben szereplő információk forrásmegjelöléseként.